# 중국철도 CIT 열차
중국철도 CIT 열차(중국어: 中国铁路高速综合检测列车)는 중국고속철도 검측 차량의 총칭으로 중국고속철도 구간에서 선로의 결함이나 가선 상태, 신호 전류의 상황을 검측하면서 주행 시 궤도, 전기, 신호를 설비하기 위한 검사용 차량으로 이 열차의 정식 명칭은 종합검사기차(영어: Comprehensive Inspection Train)이다.

## 세부 모델

### CRH5J-0501
CRH5J-0501형 전철(중국어: CRH5J-0501 型电力动车组)은 중국고속철도 CRH5 모델을 기반으로 제작되었다. 2007년 4월 2일에 최초로 주문해 같은 해 7월에 시범 운행을 거처 2008년 6월부터 운행하기 시작했다.

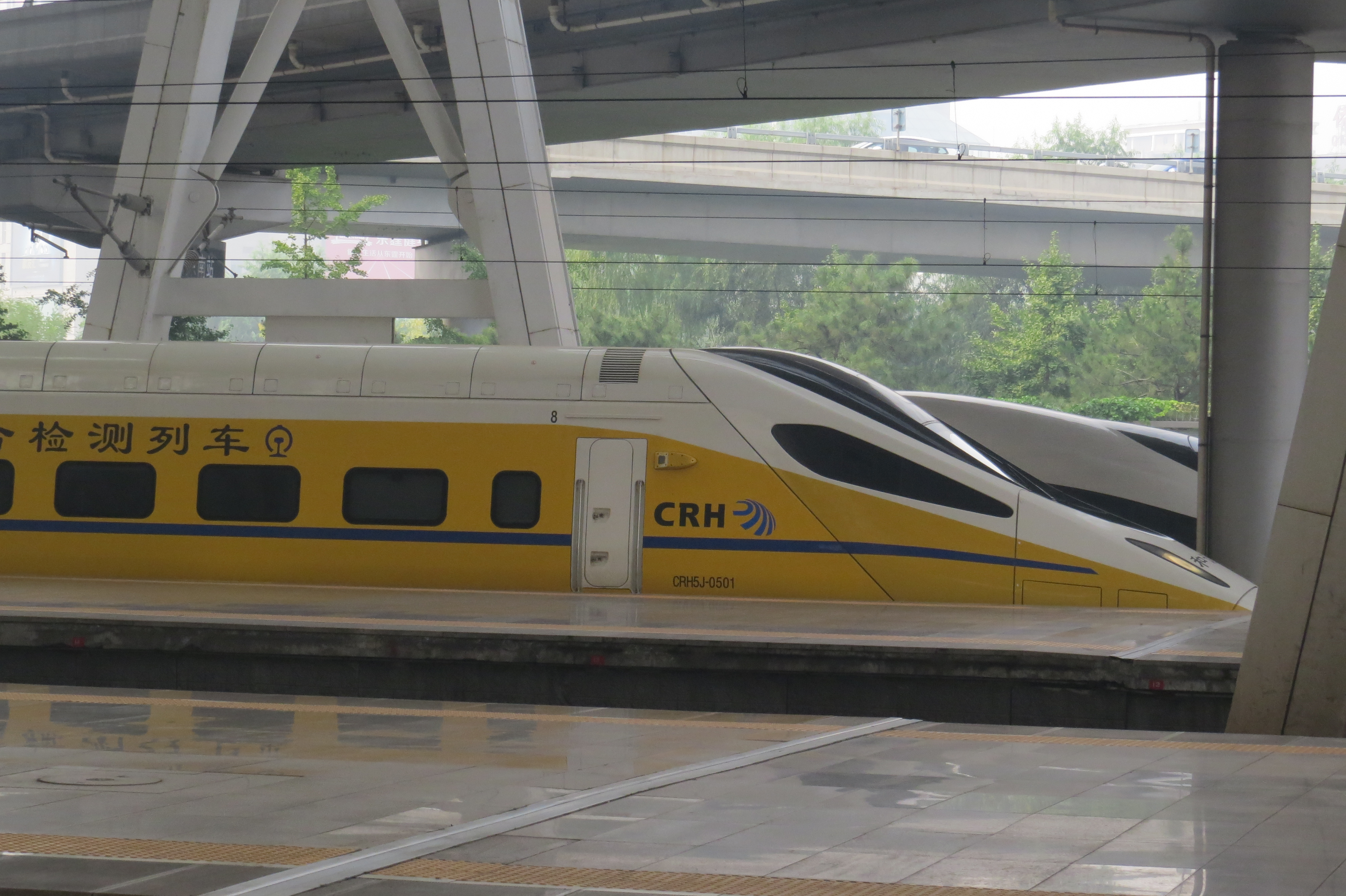

| 열차 명칭 | 기능                |
| CIT001-01 | 통신 신호 검사      |
| CIT001-02 | 회의실              |
| CIT001-03 | 전차 검사           |
| CIT001-04 | 데이터 처리         |
| CIT001-05 | 차량 검사           |
| CIT001-06 | 휴게실 공간 및 식당 |
| CIT001-07 | 침대실              |
| CIT001-00 | 통신 신호 검사      |

### CRH2A-2010
CRH2A-2010형 전철(중국어: CRH2A-2010型电力动车组)은 중화인민공화국의 고속철도 사상 최초로 시범 열차로 제작되었다. 중국고속철도 CRH2 모델을 기반으로 제작되었다. 2006년 7월에 인도되었고 2007년 3월에 최고 영업 속도 250km/h를 달성했다.

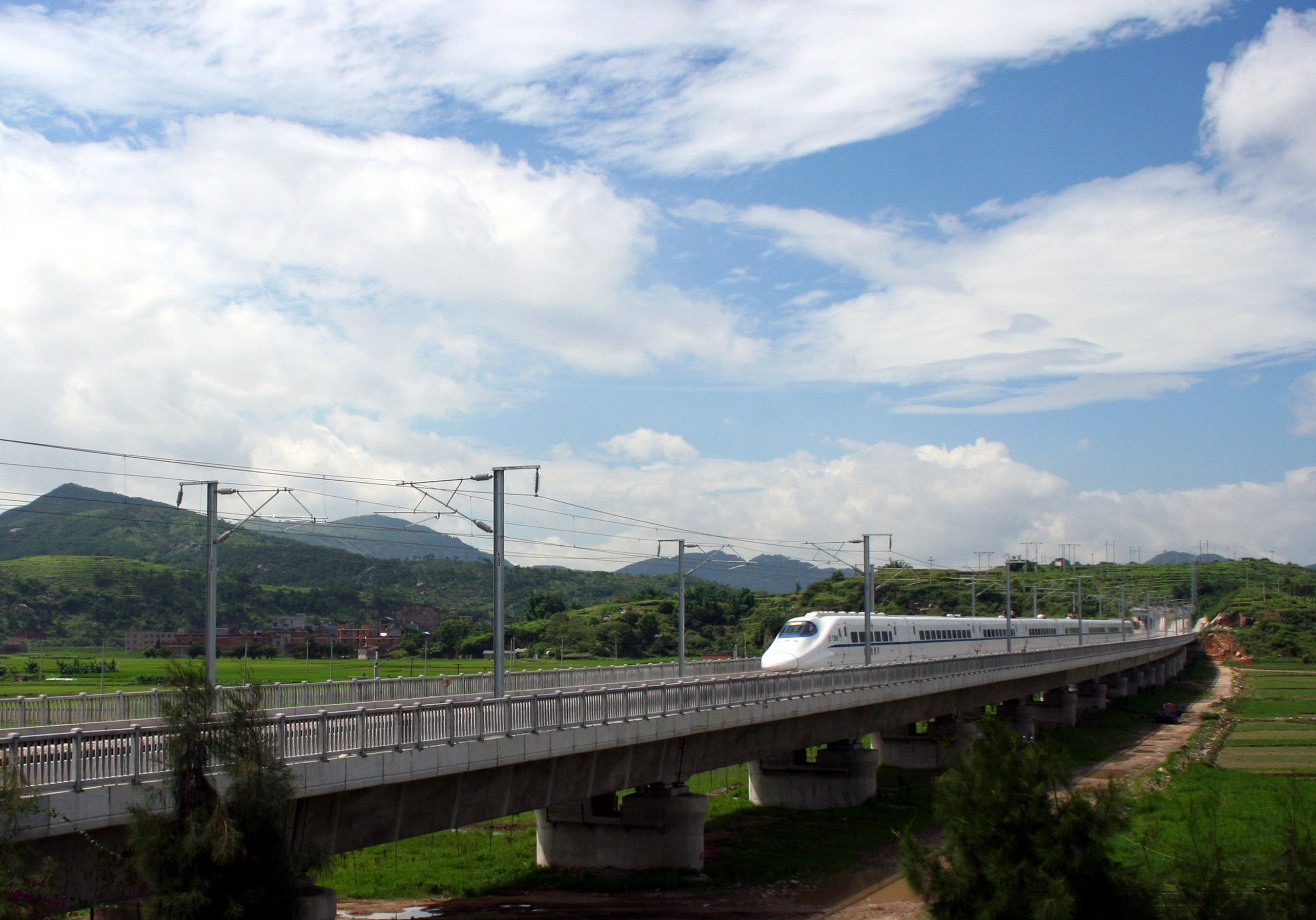

| 열차 명칭 | 기능                        |
| 201001    | 통신 신호 검사              |
| 201002    | 무선 전계 강도 시험         |
| 201003    | 휴게실                      |
| 201004    | 궤도 및 선로 검사           |
| 201005    | 휴게실 공간 및 식당         |
| 201006    | 전차-팬터그래프 시스템 검사 |
| 201007    | 역학 검사                   |
| 201000    | 신호 검사                   |

### CRH2C-2061
CRH2C-2061형 전철(중국어: CRH2C-2061型电力动车组)은 2007년 12월 22일부터 운행하고 있는 시범 고속열차로 최고 영업 속도 300km/h를 기록했다. 2008년 4월 22일에 베이징-톈진 고속철도 구간에 최고 영업 속도 370km/h를 기록에 이어 2009년 12월 11일에 정저우-시안 고속철도 구간에 최고 영업 속도 394.2km/h를 기록했다.

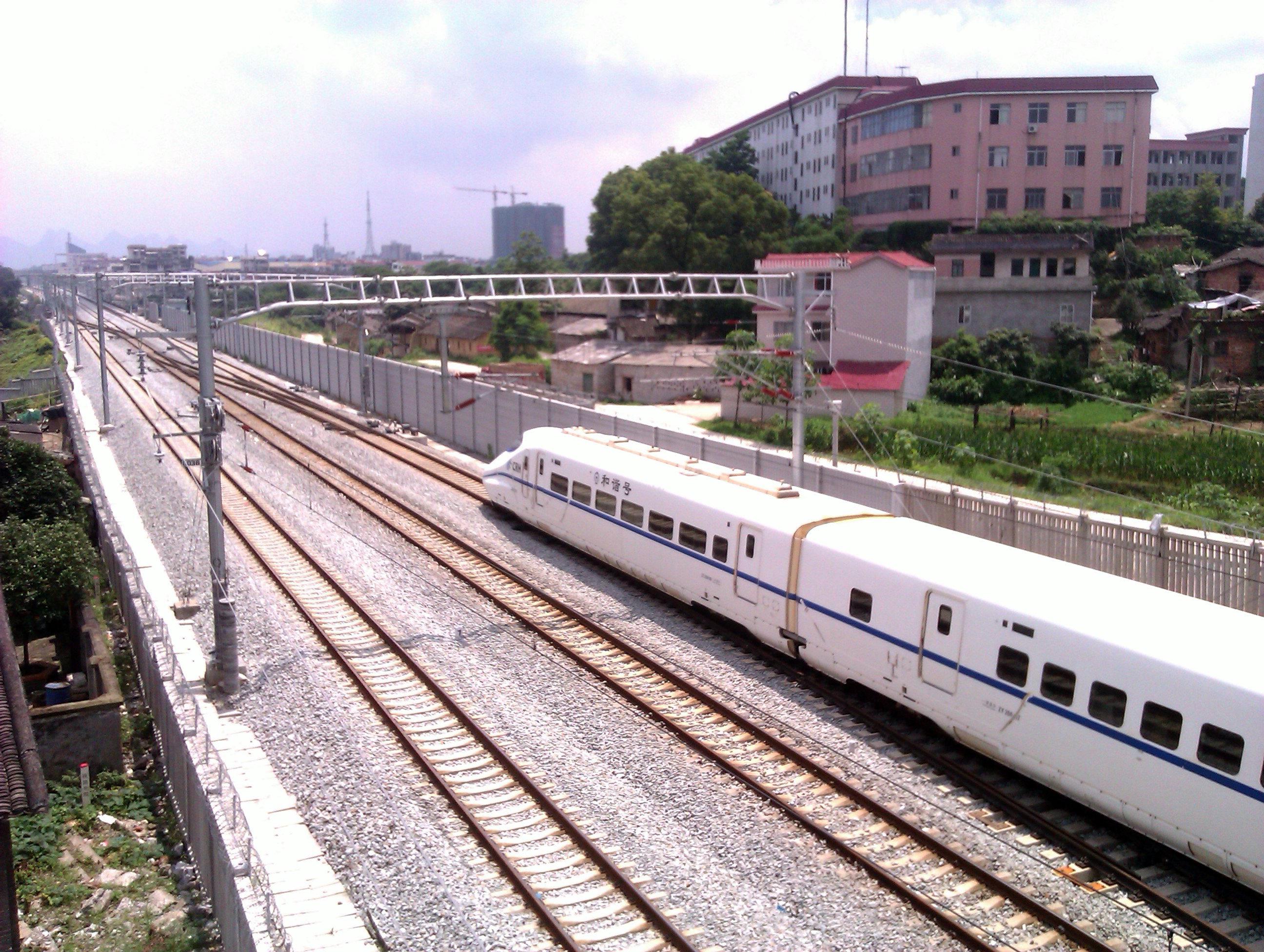

### CRH2C-2068
CRH2C-2068형 전철(중국어: CRH2C-2068型电力动车组)은 선로 검사, 역학 성능 모니터 및 팬터그래프/전차 검사 장치가 장착되었고 최고 영업 속도 350km/h까지 운행이 가능하다.

### CRH2C-2150
CRH2C-2150형 전철(중국어: CRH2C-2150型电力动车组)은 2010년 11월에 도입한 고속 종합 검사 열차로, 최고 영업 속도 350km/h까지 운행이 가능하다.

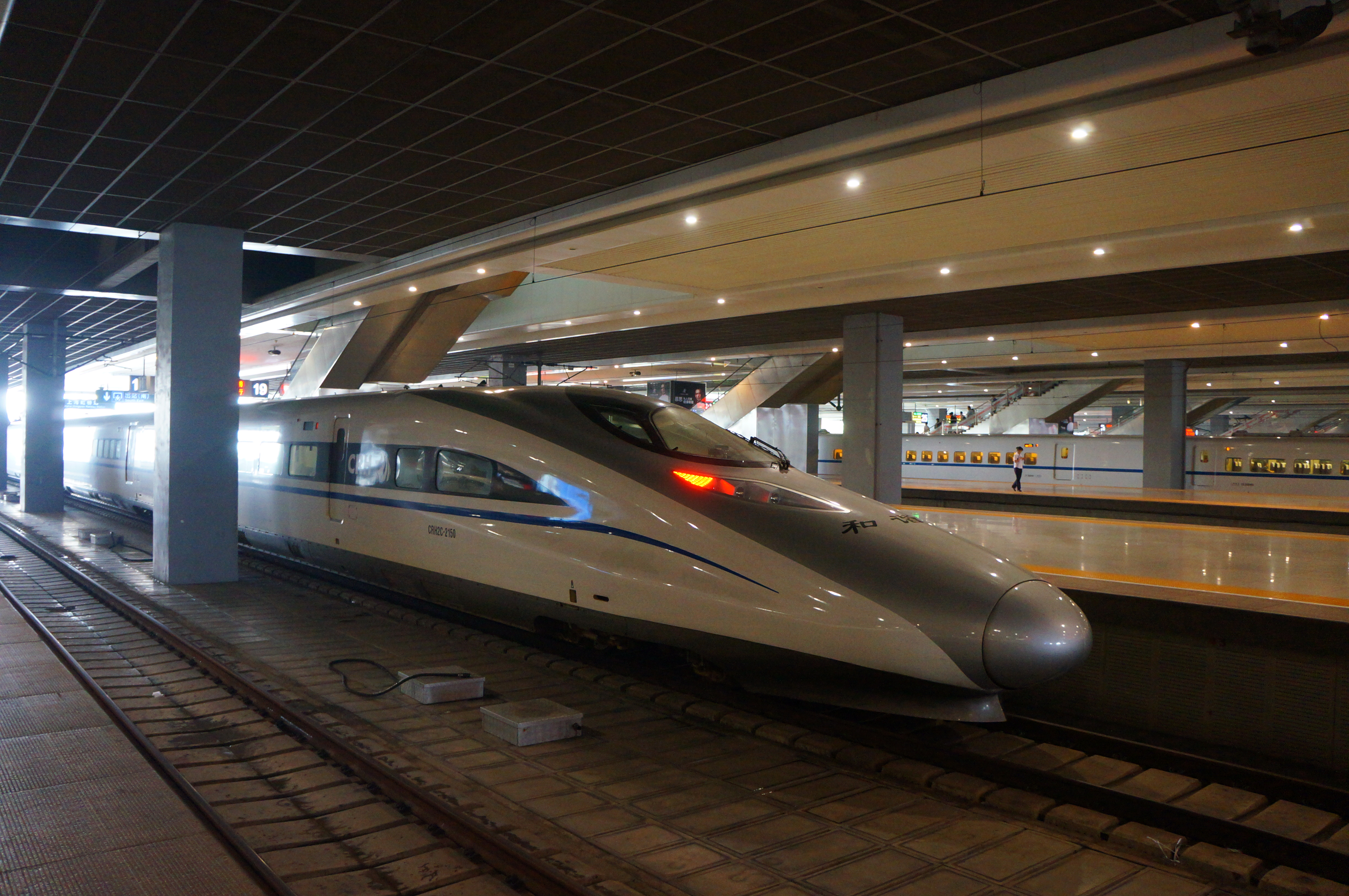

| 열차 번호 | 명칭                          |
| A00001    | 신호 검사                     |
| A00002    | 통신 시험 및 종합 시스템 시험 |
| A00003    | 사무실 및 휴게실              |
| A00004    | 사무실 및 휴게실              |
| A00005    | 식당 및 휴게실                |
| A00006    | 전차-팬터그래프 시스템 검사   |
| A00007    | 역학 검사                     |
| A00000    | 신호 검사                     |

### CRH380AJ-0201/0202/0203/0206
CRH380AJ-0201/0202/0203/0206형 전철(중국어: CRH380AJ-0201/0202/0203/0206型电力动车组)은 CRH380 모델을 기반으로 제작되었고 2010년 6월에 개발이 시작되었고 프로젝트의 명칭은 CIT400A이다. 2011년 2월 22일에 제작이 완료되면서 최초로 도입되었다.

### CRH380BJ-0301
CRH380BJ-0301형 전철(중국어: CRH380BJ-0301型电力动车组)은 탕산 공장과 창춘 공장에서 공동으로 제작된 CIT 열차로 CRH380B 모델을 기반으로 제작되었다. 최고 영업 속도는 500km/h까지 낼 수 있다.

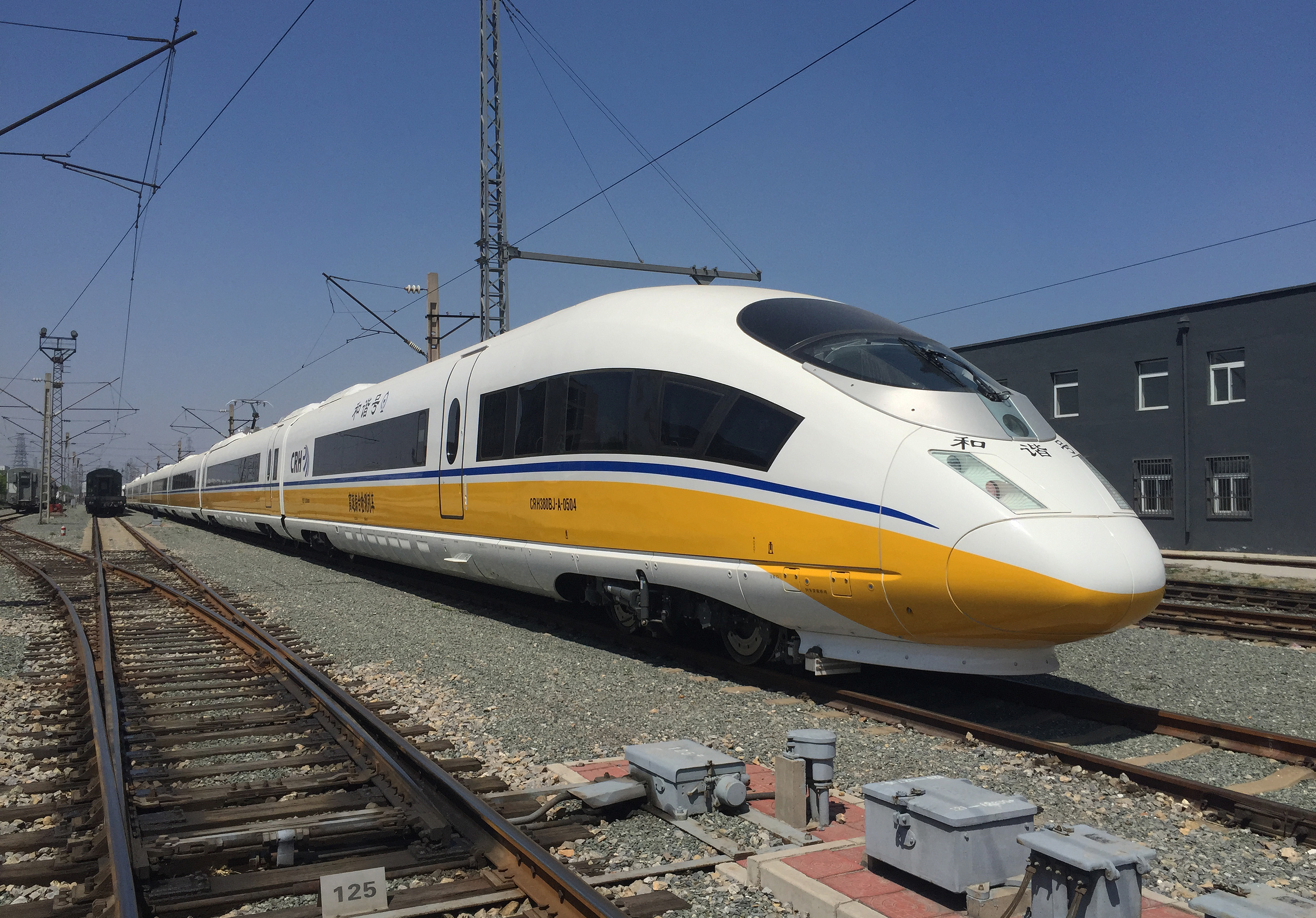

| 열차 번호 | 명칭                          |
| ZJ10001   | 통신 신호 검사                |
| ZJ10002   | 통신 시험 및 종합 시스템 시험 |
| ZJ10003   | 선로 검사                     |
| ZJ10004   | 장비실                        |
| ZJ10005   | 장비실                        |
| ZJ10006   | 식당 및 휴게실                |
| ZJ10007   | 침대실                        |
| ZJ10008   | 통신 신호 검사                |

### CRH2J-0205
CRH2J-0205형 전철(중국어: CRH2J-0205型电力动车组)은 2011년 원저우 철도 추돌 탈선 사고로 대파된 CRH2-139E편성을 개조해 재도입했다.

### CRH380AM-0204/CIT500/CRH500
CRH380AM-0204/CIT500/CRH500형 전철(중국어: CRH380AM-0204/CIT500/CRH500型电力动车组)은 2010년 12월 7일, 베이징에서 개최한 제7회 세계 고속철도 포럼에서 CSR 그룹 관계자는 2011년에 최고 영업 속도를 돌파하기 위해 모델을 개발하고 있다고 했다. 당시 프로젝트 V150의 최고 영업 속도는 574.8km/h로 현재까지 세계에서 가장 빠르다. CSR은 열차 명칭을 CRH380AM에서 CIT500으로 명칭이 변경되었다.
2011년 12월 22일, 열차 명칭이 발표 되었는데 하이어스피드 익스테텔멘털 트레인(영어: Higher Speed Experimental Train)이란 명칭이 발표되었다. 향후 시범 운행을 거칠 예정이다. 이 열차의 경우 6량 편성으로 최대 출력은 22,800kW이다.

## 같이 보기
- 닥터 옐로우
- 뉴메져먼트 트레인
- TGV 이리스 320